# Індустрії майбутнього
Індустрії майбутнього (англ. The Industries of the Future) — книга американського експерта з питань інновацій, засновника стартапу One Economy Corporation Алека Росса. Вперше опублікована у 2016 році. У 2017 році перекладена українською мовою видавництвом «Наш Формат» (перекладачі — Наталія Кошманенко).

## Огляд книги
Алек Росс був радником Гіларі Клінтон з питань інновацій за часів її роботи на посаді держсекретаря США. Покинувши державну службу, Росс почав подорожувати світом та консультувати бізнес і держструктури в питаннях технологій та інновацій. 
В книзі досліджено сили, які в найближчому майбутньому сформують світ — сфера роботехніки, генетики, криптовалют, кодування та баз даних. Геополітика, культура та генерації зазнають значного впливу з боку перерахованих індустрій в наступні 20 років. Досягнення в робототехніці та біологічних науках, штучний інтелект, боти, автоматизація, комерціалізація геноміки, кіберзлочинність та цифрові технології цілком змінять наше повсякдення. 
За словами автора, найважливіші наукові досягнення відобразяться навіть на наших очікуваннях стосовно життя, але виграють від цього далеко не всі. 
Автор висуває наступні припущення:
- кодування валют та зброї зрештою матиме як позитивний, так і руйнівний ефект на міжнародну економіку;
- база даних стане «сировиною інформаційної ери»;

- конкурентоспроможність та суспільства потребуватимуть процвітання й зростання, щоб «йти в ногу» з часом;

- суспільства та держави, які піклуються про жінок, займуть кращі конкурентні позиції та досягнуть більших успіхів в майбутньому;
- дітей необхідно готувати до життя в сучасному світі, який постійно змінюється;
- остання трильйонна індустрія була створена з допомогою комп‘ютерного коду; наступна така буде створена кодом генома. В книзі пояснено як код генома використовується в боротьбі з раком, а також порівнює обсяги інвестицій в дану галузь в США та Китаї.

На останок Росс звертається до явища кодифікації грошей та ринків, описує транзит від готівкових коштів до мобільного та онлайн-банкінгу, обмірковує економіку спільної участі від eBay до AirBnB, подає огляд біткойна та технології блокчейн. 

## Переклад українською
- Росс, Алек. Індустрії майбутнього / пер. Наталія Кошманенко. К.: Наш Формат, 2017. — 320 с. — ISBN 978-617-7388-81-3